# Alophoixus affinis
Alophoixus affinis là một loài chim trong họ Pycnonotidae.